# Olympische Sommerspiele 2020/Judo

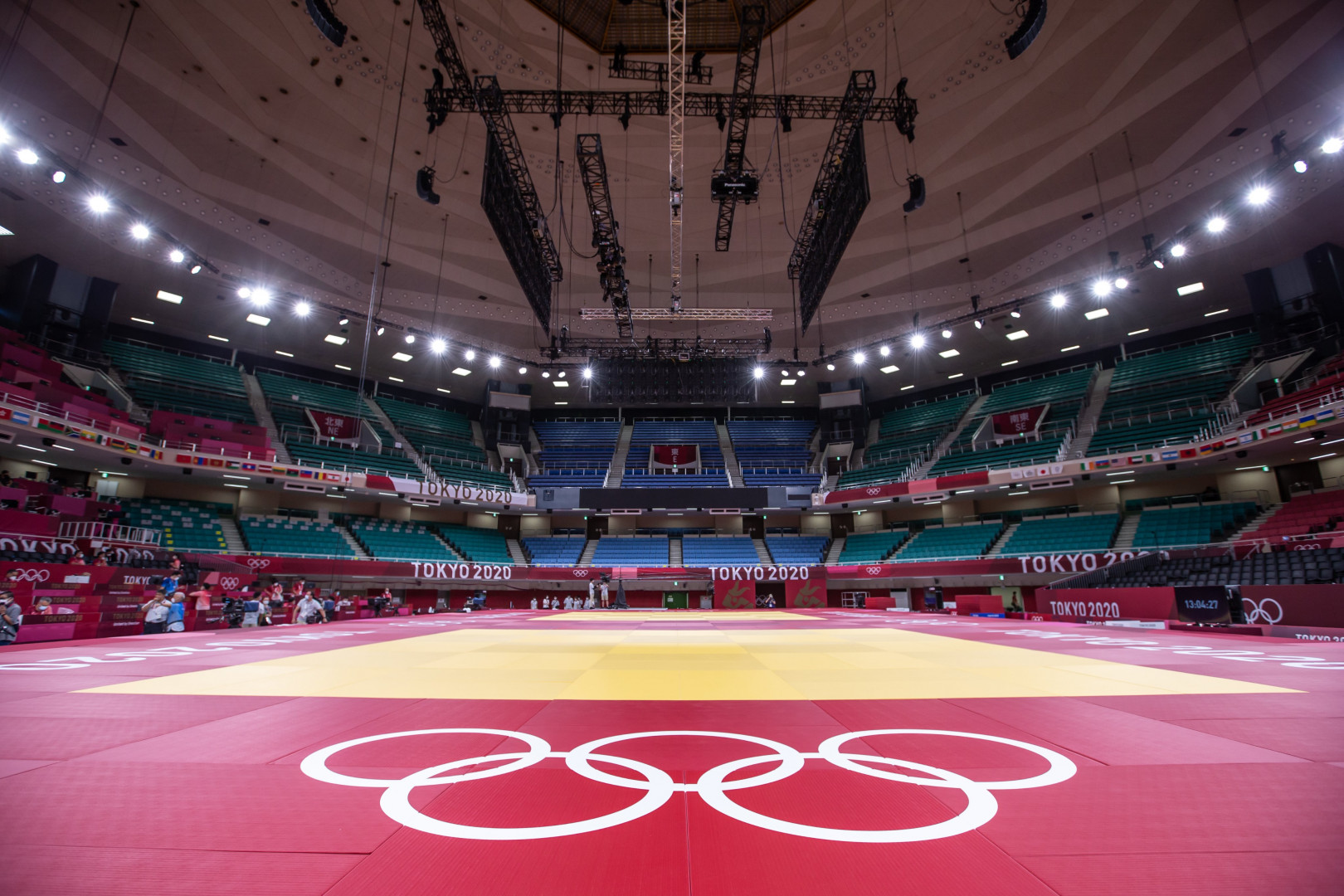
Innenansicht von Nippon Budōkan, Wettkampfort der Judo-Wettbewerbe

Bei den Olympischen Spielen 2020 in Tokio wurden vom 24. bis zum 31. Juli 2021 insgesamt 15 Wettbewerbe im Judo ausgetragen.
Neben je sieben Entscheidungen in Einzelwettkämpfen bei den Männern und Frauen, war erstmals ein Mannschaftswettbewerb im Mixed Teil des olympischen Programms.

## Bilanz

### Medaillenspiegel
| Platz  | Land              | Gold | Silber | Bronze | Gesamt |
| ------ | ----------------- | ---- | ------ | ------ | ------ |
| 1      | Japan             | 9    | 2      | 1      | 12     |
| 2      | Frankreich        | 2    | 3      | 3      | 8      |
| 3      | Kosovo            | 2    | –      | –      | 2      |
| 4      | Georgien          | 1    | 3      | –      | 4      |
| 5      | Tschechien        | 1    | –      | –      | 1      |
| 6      | Deutschland       | –    | 1      | 2      | 3      |
| 6      | Mongolei          | –    | 1      | 2      | 3      |
| 6      | Südkorea          | –    | 1      | 2      | 3      |
| 9      | Österreich        | –    | 1      | 1      | 2      |
| 10     | Chinesisch Taipeh | –    | 1      | –      | 1      |
| 10     | Kuba              | –    | 1      | –      | 1      |
| 10     | Slowenien         | –    | 1      | –      | 1      |
| 13     | ROC               | –    | –      | 3      | 3      |
| 14     | Brasilien         | –    | –      | 2      | 2      |
| 14     | Italien           | –    | –      | 2      | 2      |
| 14     | Kanada            | –    | –      | 2      | 2      |
| 17     | Aserbaidschan     | –    | –      | 1      | 1      |
| 17     | Belgien           | –    | –      | 1      | 1      |
| 17     | Großbritannien    | –    | –      | 1      | 1      |
| 17     | Israel            | –    | –      | 1      | 1      |
| 17     | Kasachstan        | –    | –      | 1      | 1      |
| 17     | Niederlande       | –    | –      | 1      | 1      |
| 17     | Portugal          | –    | –      | 1      | 1      |
| 17     | Ukraine           | –    | –      | 1      | 1      |
| 17     | Ungarn            | –    | –      | 1      | 1      |
| 17     | Usbekistan        | –    | –      | 1      | 1      |
| Gesamt | Gesamt            | 15   | 15     | 30     | 60     |

### Medaillengewinner
Männer
| Disziplin                      | Gold                  | Silber                         | Bronze                                               |
| ------------------------------ | --------------------- | ------------------------------ | ---------------------------------------------------- |
| Superleichtgewicht (bis 60 kg) | Naohisa Takato (JPN)  | Yang Yung-wei (TPE)            | Jeldos Smetow (KAZ) Luka Mkheidze (FRA)              |
| Halbleichtgewicht (bis 66 kg)  | Hifumi Abe (JPN)      | Wascha Margwelaschwili (GEO)   | An Ba-ul (KOR) Daniel Cargnin (BRA)                  |
| Leichtgewicht (bis 73 kg)      | Shōhei Ōno (JPN)      | Lascha Schawdatuaschwili (GEO) | An Chang-rim (KOR) Tsend-Otschiryn Tsogtbaatar (MGL) |
| Halbmittelgewicht (bis 81 kg)  | Takanori Nagase (JPN) | Saeid Mollaei (MGL)            | Matthias Casse (BEL) Shamil Borchashvili (AUT)       |
| Mittelgewicht (bis 90 kg)      | Lascha Bekauri (GEO)  | Eduard Trippel (GER)           | Davlat Bobonov (UZB) Krisztián Tóth (HUN)            |
| Halbschwergewicht (bis 100 kg) | Aaron Wolf (JPN)      | Cho Gu-ham (KOR)               | Jorge Fonseca (POR) Nijas Iljassow (ROC)             |
| Schwergewicht (über 100 kg)    | Lukáš Krpálek (CZE)   | Guram Tuschischwili (GEO)      | Teddy Riner (FRA) Tamerlan Baschajew (ROC)           |

Frauen
| Disziplin                      | Gold                      | Silber                     | Bronze                                                    |
| ------------------------------ | ------------------------- | -------------------------- | --------------------------------------------------------- |
| Superleichtgewicht (bis 48 kg) | Distria Krasniqi (KOS)    | Funa Tonaki (JPN)          | Mönchbatyn Urantsetseg (MGL) Darja Bilodid (UKR)          |
| Halbleichtgewicht (bis 52 kg)  | Uta Abe (JPN)             | Amandine Buchard (FRA)     | Odette Giuffrida (ITA) Chelsie Giles (GBR)                |
| Leichtgewicht (bis 57 kg)      | Nora Gjakova (KOS)        | Sarah Léonie Cysique (FRA) | Tsukasa Yoshida (JPN) Jessica Klimkait (CAN)              |
| Halbmittelgewicht (bis 63 kg)  | Clarisse Agbegnenou (FRA) | Tina Trstenjak (SLO)       | Maria Centracchio (ITA) Catherine Beauchemin-Pinard (CAN) |
| Mittelgewicht (bis 70 kg)      | Chizuru Arai (JPN)        | Michaela Polleres (AUT)    | Madina Taimasowa (ROC) Sanne van Dijke (NED)              |
| Halbschwergewicht (bis 78 kg)  | Shori Hamada (JPN)        | Madeleine Malonga (FRA)    | Mayra Aguiar (BRA) Anna-Maria Wagner (GER)                |
| Schwergewicht (über 78 kg)     | Akira Sone (JPN)          | Idalys Ortíz (CUB)         | Romane Dicko (FRA) İrina Kindzerskaya (AZE)               |

Mixed
| Disziplin  | Gold | Silber | Bronze | Bronze |
| ---------- | --- | --- | --- | --- |
| Mannschaft | FrankreichClarisse Agbegnenou Amandine Buchard Guillaume Chaine Axel Clerget Sarah Léonie Cysique Romane Dicko Alexandre Iddir Kilian Le Blouch Madeleine Malonga Teddy Riner Margaux Pinot | JapanChizuru Arai Shoichiro Mukai Shōhei Ōno Akira Sone Aaron Wolf Tsukasa Yoshida Uta Abe Hifumi Abe Shori Hamada Hisayoshi Harasawa Takanori Nagase Miku Tashiro | DeutschlandGiovanna Scoccimarro Dominic Ressel Anna-Maria Wagner Karl-Richard Frey Theresa Stoll Sebastian Seidl Johannes Frey Jasmin Grabowski Katharina Menz Martyna Trajdos Eduard Trippel Igor Wandtke | IsraelRaz Hershko Sagi Muki Timna Nelson-Levy Peter Paltchik Gili Sharir Tohar Butbul Li Kochman Or Sasson Inbar Lanir Shira Rishony Baruch Shmailov |

Im Mixed-Wettbewerb nicht eingesetzt wurden: Buchard, Iddir, Le Blouch, Malonga (alle FRA), Hifumi Abe, Hamada, Harasawa, Nagase, Tashiro (alle JPN), Menz (GER), Lanir, Rishony, Shmailov (alle ISR). Alle werden aber als Medaillengewinner geführt.

## Ergebnisse

### Männer

#### Superleichtgewicht (bis 60 kg)
| Platz | Land | Athlet               |
| ----- | ---- | -------------------- |
| 1     | JPN  | Naohisa Takato       |
| 2     | TPE  | Yang Yung-wei        |
| 3     | KAZ  | Jeldos Smetow        |
| 3     | FRA  | Luka Mkheidze        |
| 5     | NED  | Tornike Tsjakadoea   |
| 5     | KOR  | Kim Won-jin          |
| 7     | UKR  | Artem Lessjuk        |
| 7     | GEO  | Luchum Tschchwimiani |

#### Halbleichtgewicht (bis 66 kg)
| Platz | Land | Athlet                  |
| ----- | ---- | ----------------------- |
| 1     | JPN  | Hifumi Abe              |
| 2     | GEO  | Wascha Margwelaschwili  |
| 3     | KOR  | An Ba-ul                |
| 3     | BRA  | Daniel Cargnin          |
| 5     | ITA  | Manuel Lombardo         |
| 5     | ISR  | Baruch Shmailov         |
| 7     | MGL  | Jondonperenlein Baschüü |
| 7     | SLO  | Adrian Gomboc           |

#### Leichtgewicht (bis 73 kg)
| Platz | Land | Athlet                      |
| ----- | ---- | --------------------------- |
| 1     | JPN  | Shōhei Ōno                  |
| 2     | GEO  | Lascha Schawdatuaschwili    |
| 3     | KOR  | An Chang-rim                |
| 3     | MGL  | Tsend-Otschiryn Tsogtbaatar |
| 5     | AZE  | Rüstəm Orucov               |
| 5     | CAN  | Arthur Margelidon           |
| 7     | KOS  | Akil Gjakova                |
| 7     | ISR  | Tohar Butbul                |

#### Halbmittelgewicht (bis 81 kg)
| Platz | Land | Athlet                 |
| ----- | ---- | ---------------------- |
| 1     | JPN  | Takanori Nagase        |
| 2     | MGL  | Saeid Mollaei          |
| 3     | AUT  | Shamil Borchashvili    |
| 3     | BEL  | Matthias Casse         |
| 5     | GER  | Dominic Ressel         |
| 5     | GEO  | Tato Grigalaschwili    |
| 7     | UZB  | Sharofiddin Boltaboyev |
| 7     | ROC  | Alan Chubezow          |

#### Mittelgewicht (bis 90 kg)
| Platz | Land | Athlet                  |
| ----- | ---- | ----------------------- |
| 1     | GEO  | Lascha Bekauri          |
| 2     | GER  | Eduard Trippel          |
| 3     | UZB  | Davlat Bobonov          |
| 3     | HUN  | Krisztián Tóth          |
| 5     | TUR  | Mihael Žgank            |
| 5     | ROC  | Michail Igolnikow       |
| 7     | ESP  | Nikoloz Sherazadishvili |
| 7     | NED  | Noël van ’t End         |

#### Halbschwergewicht (bis 100 kg)
| Platz | Land | Athlet              |
| ----- | ---- | ------------------- |
| 1     | JPN  | Aaron Wolf          |
| 2     | KOR  | Cho Gu-ham          |
| 3     | POR  | Jorge Fonseca       |
| 3     | ROC  | Nijas Iljassow      |
| 5     | CAN  | Shady El Nahas      |
| 5     | GEO  | Warlam Liparteliani |
| 7     | ISR  | Peter Paltchik      |
| 7     | GER  | Karl-Richard Frey   |

#### Schwergewicht (über 100 kg)
| Platz | Land | Athlet              |
| ----- | ---- | ------------------- |
| 1     | CZE  | Lukáš Krpálek       |
| 2     | GEO  | Guram Tuschischwili |
| 3     | FRA  | Teddy Riner         |
| 3     | ROC  | Tamerlan Baschajew  |
| 5     | JPN  | Hisayoshi Harasawa  |
| 5     | UKR  | Jakiw Chammo        |
| 7     | BRA  | Rafael Silva        |
| 7     | UZB  | Bekmurod Oltiboyev  |

### Frauen

#### Superleichtgewicht (bis 48 kg)
| Platz | Land | Athletin               |
| ----- | ---- | ---------------------- |
| 1     | KOS  | Distria Krasniqi       |
| 2     | JPN  | Funa Tonaki            |
| 3     | UKR  | Darja Bilodid          |
| 3     | MGL  | Mönchbatyn Urantsetseg |
| 5     | ISR  | Shira Rishony          |
| 5     | POR  | Catarina Costa         |
| 7     | TPE  | Lin Chen-hao           |
| 7     | ARG  | Paula Pareto           |

#### Halbleichtgewicht (bis 52 kg)
| Platz | Land | Athletin           |
| ----- | ---- | ------------------ |
| 1     | JPN  | Uta Abe            |
| 2     | FRA  | Amandine Buchard   |
| 3     | ITA  | Odette Giuffrida   |
| 3     | GBR  | Chelsie Giles      |
| 5     | HUN  | Réka Pupp          |
| 5     | SUI  | Fabienne Kocher    |
| 7     | KOR  | Park Da-sol        |
| 7     | BEL  | Charline van Snick |

#### Leichtgewicht (bis 57 kg)
| Platz | Land | Athletin             |
| ----- | ---- | -------------------- |
| 1     | KOS  | Nora Gjakova         |
| 2     | FRA  | Sarah Léonie Cysique |
| 3     | JPN  | Tsukasa Yoshida      |
| 3     | CAN  | Jessica Klimkait     |
| 5     | GEO  | Eteri Liparteliani   |
| 5     | SVN  | Kaja Kajzer          |
| 7     | POL  | Julia Kowałczyk      |
| 7     | ISR  | Timna Nelson Levy    |

#### Halbmittelgewicht (bis 63 kg)
| Platz | Land | Athletin                    |
| ----- | ---- | --------------------------- |
| 1     | FRA  | Clarisse Agbegnenou         |
| 2     | SLO  | Tina Trstenjak              |
| 3     | ITA  | Maria Centracchio           |
| 3     | CAN  | Catherine Beauchemin-Pinard |
| 5     | NED  | Juul Franssen               |
| 5     | VEN  | Anriquelis Barrios          |
| 7     | BRA  | Ketleyn Quadros             |
| 7     | POL  | Agata Ozdoba                |

#### Mittelgewicht (bis 70 kg)
| Platz | Land | Athletin             |
| ----- | ---- | -------------------- |
| 1     | JPN  | Chizuru Arai         |
| 2     | AUT  | Michaela Polleres    |
| 3     | ROC  | Madina Taimasowa     |
| 3     | NED  | Sanne van Dijke      |
| 5     | CRO  | Barbara Matić        |
| 5     | GER  | Giovanna Scoccimarro |
| 7     | ITA  | Alice Bellandi       |
| 7     | GRE  | Elisavet Teltsidou   |

#### Halbschwergewicht (bis 78 kg)
| Platz | Land | Athletin            |
| ----- | ---- | ------------------- |
| 1     | JPN  | Shori Hamada        |
| 2     | FRA  | Madeleine Malonga   |
| 3     | GER  | Anna-Maria Wagner   |
| 3     | BRA  | Mayra Aguiar        |
| 5     | CUB  | Kaliema Antomarchi  |
| 5     | KOR  | Yoon Hyun-ji        |
| 7     | NED  | Guusje Steenhuis    |
| 7     | ROC  | Alexandra Babinzewa |

#### Schwergewicht (über 78 kg)
| Platz | Land | Athletin              |
| ----- | ---- | --------------------- |
| 1     | JPN  | Akira Sone            |
| 2     | CUB  | Idalys Ortíz          |
| 3     | AZE  | İrina Kindzerskaya    |
| 3     | FRA  | Romane Dicko          |
| 5     | CHN  | Xu Shiyan             |
| 5     | TUR  | Kayra Sayit           |
| 7     | BRA  | Maria Suelen Altheman |
| 7     | KOR  | Han Mi-jin            |

### Mixed

#### Mannschaft
| Platz | Land        |
| ----- | ----------- |
| 1     | Frankreich  |
| 2     | Japan       |
| 3     | Deutschland |
| 3     | Israel      |
| 5     | Niederlande |
| 5     | ROC         |
| 7     | Mongolei    |
| 7     | Brasilien   |